# Gyula Grosics
Gyula Grosics, född 4 februari 1926 i Dorog, död 13 juni 2014 i Budapest, var en ungersk fotbollsspelare och sedermera fotbollstränare.
Grosics blev olympisk guldmedaljör i fotboll vid sommarspelen 1952 i Helsingfors.